# Double Dragon Mixtape
Double Dragon Mixtape è un mixtape dei rapper italiani Marracash e Guè, pubblicato il 28 maggio 2016 dalla Tanta Roba e Universal Music Group.

## Descrizione
Come il precedente mixtape di Guè, Guengsta Rap, viene missato da DJ Jay-K ed è una raccolta di brani che sono stati pubblicati nella carriera dei due rapper. Viene inoltre pubblicato esclusivamente per il download digitale e anche su SoundCloud.

## Tracce
1. S.E.N.I.C.A.R.
2. Ciao proprio
3. La bella italia
4. Brivido
5. Freddezza
6. Puro bogotà
7. Casbah Flow
8. Fattore Wow (feat. J-Ax)
9. Che nessuno si muova
10. Noi siamo il club
11. Big
12. Giudizio di dio
13. Boss!
14. Esercizio di stile (feat. Jake La Furia)
15. Rap stallion
16. Di nascosto